# 亨廷頓 (密西西比州)
亨廷頓（英語：Huntington）是位於美國密西西比州玻利瓦縣的鬼鎮。

## 歷史
亨廷頓的郵局於1885年設立，其後於1903年停運。

## 地理
亨廷頓所處的海拔為高於海平面42米（即138英呎），而該地所採用的時區為UTC-6，即北美中部時區（CST）。同時該地設有夏令時間，為UTC-6調快一小時，即UTC-5（CDT）。